# باتمان (یکا)
باتمان واحد اندازه‌گیری محصولات کشاورزی در میان اقوام ترک و کسانی که با آن‌ها داد و ستد داشتند بوده است. مقدار باتمان در مناطق مختلف و بر حسب جنسی که معامله می‌شده متفاوت بوده است، در ترکستان غربی باتمان معادل ۳۲ کیلوگرم، در بخارا معادل ۴۵ کیلوگرم و در خیوه معادل ۲۰ کیلوگرم بوده است.